# TOKYO DETECTIVE 二人の事件簿
『TOKYO DETECTIVE 二人の事件簿』（トーキョー ディテクティヴ ふたりのじけんぼ）は、1975年に朝日放送と大映テレビが製作したテレビドラマ。全35話。

## 概要
裕福な家庭の元で育った独善的な性格の宮坂と、不幸な家庭に生まれた人一倍負けず嫌いの真樹。2人は学生時代ボクシング部でライバルだった。そして奇しくも同じ刑事として警視庁緑橋署刑事課に勤務していた。互いにライバル意識をむき出しにしながらも事件の捜査に並走する2人の姿を通じて様々な人間模様を描く。

## キャスト
- 宮坂伸彦：篠田三郎
- 真樹一夫：高岡健二
- 白井刑事：近石真介
- 藤山美矢子：土田早苗
- 丹羽刑事：大石悟郎
- 児玉英一：真夏竜
- 伊東刑事：木島進介
- 河村刑事：坂口俊介
- 美杉玲子婦警：牧美智子
- 篠原　潤：森大河
- 松本医師：真木恭介
- 司　健二：島村美輝
- 春川英子：ジュディ・オング
- 小田切哲：高橋悦史
- 島中刑事：大坂志郎
- 早川警部：植木等
- 風間署長：竹脇無我（特別出演）

## スタッフ
- プロデューサー：春日千春、八田栄一
- 撮影：山崎忠、森隆吉
- 美術：後藤岱二郎、本田衛
- 音楽：森田公一
- 録音：佐藤幸哉、近藤克己、星正輝
- 照明:小川正治、金井道朗、岸田国夫
- 編集:田賀保
- 助監督:岡本弘
- 記録:広川貴美子、鈴木徳子
- 衣裳:富士衣裳
- 結髪:小堺なな、保坂輝子
- 効果：東洋音響
- 制作進行：谷口正弘、山際芳夫
- 仕上進行：北島貞治
- 番組宣伝：瓦井富行
- スチール：岩井猛
- 演出助手:篠原勇
- 撮影助手:知識護、松村文雄
- 照明助手:井上富雄
- 美術助手:滋野清美
- 小道具:白井孝彦、佐藤浩平
- 編集助手:阿部啓一
- 衣裳担当:池田政司
- 車輌:富士映画社
- 制作担当：川口武夫
- 制作主任:水谷務
- プロデューサー補：中間正成
- 録音スタジオ:櫂の会、アオイスタジオ
- 現像:東洋現像所
- 主題歌：「街のともしび」作詞:千家和也、作曲:森田公一、編曲:高田弘、唄:牧美智子
- 制作：大映テレビ、朝日放送

## 放映リスト
| 話数 | 放送日        | サブタイトル         | 脚本                | 監督     | ゲスト |
| ---- | ------------- | -------------------- | ------------------- | -------- | --- |
| 1    | 1975年 4月1日 | 野獣、雪山に死す     | 佐々木守            | 西村潔   | 山口百恵、有島一郎 |
| 2    | 4月8日        | 少女架刑             | 佐々木守            | 井上昭   | 村野武範、北川美佳、川代家継 |
| 3    | 4月15日       | 金色に輝く死の踊り   | 長野洋              | 富本壮吉 | 高橋昌也、岡崎二朗、女屋実和子、小松政夫                                                                                           |
| 4    | 4月22日       | 死を呼ぶ回転ベッド   | 金子鉄郎            | 降旗康男 | 深江章喜、竹井みどり、桜井浩子、進士晴久                                                                                           |
| 5    | 4月29日       | 狼はランを抱いて死ぬ | 長野洋              | 降旗康男 | 入川保則、河原崎長一郎、柴俊夫、夏純子                                                                                             |
| 6    | 5月6日        | 逃亡刑事             | 山浦弘靖            | 西村潔   | 三浦真弓、神山繁、飯沼慧 |
| 7    | 5月13日       | 戦後30年の逆さ吊り   | 佐々木守            | 降旗康男 | 宍戸錠、神田隆、谷村昌彦、桑山正一                                                                                                 |
| 8    | 5月20日       | 愛が死んだ"よる"     | 長野洋              | 村山新治 | 中条きよし(生沢彰、特別出演)、 森下哲夫(倉田公次)、渥美国泰(戸村)、富士谷ひろみ(恵子)、星典子(伸子)、 奈美悦子(倉田三千代)         |
| 9    | 5月27日       | 仏罰                 | 金子鉄郎            | 井上昭   | 岡田英次、春川ますみ、小野進也、藍とも子                                                                                           |
| 10   | 6月3日        | 騎兵隊 暁に死す      | 大野武雄            | 富本壮吉 | 志垣太郎、前田吟、梅田智美 |
| 11   | 6月10日       | 幻の騎士             | 長野洋              | 西村潔   | 高橋洋子 |
| 12   | 6月17日       | 死の来訪者           | 山浦弘靖            | 井上昭   | 夏夕介、竹下景子、砂塚秀夫、蟹江敬三                                                                                               |
| 13   | 6月24日       | 愛が滅びるとき       | 大野武雄            | 富本壮吉 | 山城新伍、服部妙子、青山一也、小松方正                                                                                             |
| 14   | 7月1日        | おふくろ             | 山浦弘靖            | 西村潔   | 葦原邦子、河原崎次郎、島かおり、原田あけみ                                                                                         |
| 15   | 7月8日        | 消えた500万          | 大原豊              | 西村潔   | 人見きよし、永井秀和、伊佐山ひろ子                                                                                                 |
| 16   | 7月15日       | 大阪ふたりぼっち     | 長野洋              | 降旗康男 | 中山仁、高沢順子、酒井哲 |
| 17   | 7月22日       | 恐怖! ゆがんだ愛情   | 大野武雄            | 村山新治 | 郷鍈治、牧れい、大塚吾郎 |
| 18   | 7月29日       | 熱い血               | 長野洋              | 富本壮吉 | 和田アキ子、小倉一郎、中尾彬 |
| 19   | 8月5日        | 暁の非常線           | 奥山貞行、 神波史男 | 井上昭   | 佐藤仁哉、新倉博、今井美佐子、南利明                                                                                               |
| 20   | 8月12日       | 義兄妹               | 大野武雄            | 富本壮吉 | 岡田裕介(古賀剛)、川口厚(野上信二)、 河村弘二(江田)、加藤和夫(角田医師)、柴田英子(節子)、山本昌平(平田)、 アグネス・チャン(荘芝蘭) |
| 21   | 8月19日       | 男の裁き             | 山浦弘靖            | 井上昭   | 藤岡弘、五十嵐淳子、金田龍之介 |
| 22   | 8月26日       | 重い傷あと           | 長野洋              | 富本壮吉 | 湯原昌幸、鳥居恵子、佐野浅夫 |
| 23   | 9月2日        | あたしは殺される!    | 山浦弘靖            | 降旗康男 | 片平なぎさ、鳳八千代、杜沢泰文 |
| 24   | 9月9日        | 拳銃情死行           | 金子武郎            | 内藤誠   | 星正人、山本麟一、山添多佳子、菅貫太郎                                                                                             |
| 25   | 9月16日       | 女の戦争             | 大野武雄            | 富本壮吉 | 緑魔子、滝田裕介、早川雄三、西沢利明、 続圭子、三好美智子、嬢沙菜恵                                                                |
| 26   | 9月23日       | 遠い道               | 長野洋              | 内藤誠   | 吉田日出子、飯沼慧、石山律雄、大前均                                                                                               |
| 27   | 9月30日       | 女子大生殺人事件     | 山浦弘靖            | 富本壮吉 | 内田朝雄、高橋ひとみ、久保明、加茂さくら                                                                                           |
| 28   | 10月7日       | 男はみんな狼だ       | 長野洋              | 井上昭   | 中尾彬、安西マリア、泉ピン子、柴田侊彦                                                                                             |
| 29   | 10月14日      | すけこまし昇天       | 金子武郎            | 内藤誠   | 杉本美樹、沖田駿一、横内正、伊藤めぐみ                                                                                             |
| 30   | 10月21日      | 刑事の初恋           | 大野武雄            | 富本壮吉 | 中山麻理、入川保則 |
| 31   | 10月28日      | 深なさけ殺人事件     | 山浦弘靖            | 田中重雄 | 真山知子、菅野直行 |
| 32   | 11月4日       | のらねこ作戦         | 長野洋              | 富本壮吉 | ハナ肇、谷啓、犬塚弘、桜井センリ、安田伸                                                                                           |
| 33   | 11月11日      | 結婚に殺された女     | 西沢裕子            | 内藤誠   | 河原崎建三、新橋耐子、吉田義夫、石井くに子                                                                                         |
| 34   | 11月18日      | 純愛伝説             | 佐々木守            | 降旗康男 | 浜田光夫(小原卓次)、大門正明(木島雄介)、 有吉ひとみ(松村京子)、新田方(片山刑事)、 坂本由英(署長)、天城由起子(看護婦)               |
| 35   | 11月25日      | 女医誘拐事件         | 山浦弘靖            | 富本壮吉 | 夏夕介、永野裕紀子、信沢三恵子 |

## 前後番組
| ABCテレビ 火曜22時台 （本番組開始以降はNETテレビ→テレビ朝日系列の自社制作枠）                    | ABCテレビ 火曜22時台 （本番組開始以降はNETテレビ→テレビ朝日系列の自社制作枠） | ABCテレビ 火曜22時台 （本番組開始以降はNETテレビ→テレビ朝日系列の自社制作枠） |
| 前番組                                                                                           | 番組名                                                                        | 次番組                                                                        |
| ------------------------------------------------------------------------------------------------ | ----------------------------------------------------------------------------- | ----------------------------------------------------------------------------- |
| 【ここまでTBS系列】 鬼警部アイアンサイド（外国テレビ映画） MBSへ番組移行（別時間帯で遅れネット） | TOKYO DETECTIVE 二人の事件簿                                                  | プロポーズ大作戦                                                              |
| NET系 火曜22時台（ここからABCの制作枠）                                                          |                                                                               |                                                                               |
| 華麗なる一族 （腸捻転解消まではMBS制作枠）                                                       | TOKYO DETECTIVE 二人の事件簿                                                  | プロポーズ大作戦                                                              |
| NET系 火曜22:54 - 22:55枠（1975.4 - 9）                                                          |                                                                               |                                                                               |
| 華麗なる一族                                                                                     | TOKYO DETECTIVE 二人の事件簿 【1分縮小して継続】                              | ANNスポーツニュース 【66分繰り上げ】 ※22:54 - 23:00                           |